# 三甲基硒化膦
三甲基硒化膦是一种有机化合物，化学式为C3H9PSe。它可由三甲基膦和硒在室温反应得到，产物可用二氯甲烷溶解，并通过过滤除去未反应的硒。它可用于硒化镉的制备。它在光照下接触空气，会缓慢变红。它可以和硝酸银反应，生成硒化银沉淀。

## 拓展阅读
- Jacqueline Ramler, Crispin Lichtenberg. . Chemistry – A European Journal. 2020-08-12, 26 (45): 10250–10258  [2022-08-11]. ISSN 0947-6539. PMC 7818483 . PMID 32428329. doi:10.1002/chem.202001674 （英语）.